# Jean Mazeaufroid
Jean Mazeaufroid, né à Limoges le 17 juillet 1943 et décédé le 4 octobre 2001, est un plasticien contemporain français.

## Biographie
Jean Mazeaufroid a participé en 1971 à la création du groupe Textruction, avec notamment Georges Badin, Gérard Duchêne, Gervais Jassaud et Michel Vachey.  
La relation peinture/écriture se révèle  à travers ses premiers travaux sur bannières et banderoles dans les années 1970/1971, les croisements de textes politiques et érotiques de 1972 puis le passage au module Trame-chaîne qui va investir toute la surface de la toile.

## Principales expositions
- 1974 :  Exposition personnelle Textes, studio F4 à Bordeaux.
- 1975 : Peintures, galerie AARP  Paris.
- 1977 : Navette scripturale et autres travaux, galerie 30 Paris.
- 1979 : Peintures, Le Trolley, Limoges;
- 1980 : Peintures, Lieu 5 Nice.
- 1981 : Brindilles d'un corps inorganisé, galerie 30 Paris.
- 1985 : Glossolala, Abbaye Saint-André, Centre d'Art Contemporain, Meymac.
- 1987 : Echolalies, École Nationale d’Arts Décoratifs, Limoges.
- 1989 : A Venance Fortunat, Maison de la culture Poitiers, Exposition Mes tissages, métissages, école des beaux-arts de Clermont-Ferrand.
- 1993 : Ironie, CAUE. Limoges
- 1993 : Entre, temps, Centre Culturel Jean-Gagnant. Limoges.

### Textes de poésie parus
- 1963 : Etoiles dans l'Arsenal, Éditions Guy Chambelland, Cahiers du Pont de l’Epée.
- 1965 : Ca flambe, Éditions La Corde.
- 1967 : Suite sans titre, Revue Promesse, Poitiers
- 1968 : Suite sans titre, Revue Promesse, Poitiers
- 1970 : Sans titre ni nom d'auteur', sur des sérigraphies de Claude Viallat. Limoges. Repris dans Actuels no 9/10, novembre 1979
- 1971 : Chronique d'une refonte des voyelles, Avec des sérigraphies de Bernard Terreaux. Édition ronéotée, Limoges
- 1978 : Treize textes inédits, Polycopie, ornée de diverses sérigraphies et empreintes de l’auteur. Limoges
- 1982 : Cequitombe, Édition xérographiée ornée d’un collage de plaquettes de bois. Limoges
- 1984 : Les accélérateurs véhéments d'Eros, Xérographie, Limoges
- 1985 : Les mots, la mort, Choix de textes 1965-1985, Illustrations de Claude Viallat pour le tirage de tête. Scève, Pernette & Cie
- 1988 : Quelques instants transparents acrobatiques, Illustration de Bernard Mazeaud. La Main Courante. La Souterraine
- 1989 : Djinn, Éditions A Cœur Joie. Lyon
- 1990 : Un jour plus long que le reste des jours, In revue Souffles. Montpellier
- 1991 : De l'éducation des haricots grimpeurs, In revue Four Roses. Limoges
- 1991 : Madrigals barbares, Xérographie. Éditions Sulphur, Limoges
- 1992 : Rentrée des classes, Photographies de Roger Vulliez.  In revue Four Roses. Limoges
- 1992 : Ni jamais ni toujours. Typographie. Sur des plaques émaillées de Isabelle Braud. Éditions du CAUE. Limoges
- 1994 : 2 3 3, dessins de J.J. Dupuis. 	Xérographie. Éditions Sulphur. Limoges
- 1995 : Vers l'ouvert, Xérographie. Éditions Sulphur. Limoges
- 1997 : Ateliers fragiles du désert, Xérographie. Éditions Sulphur. Limoges

### Texte de recherche et de critique
- 1974 : L’Itinéraire poétique de Raoul Hausmann, Mémoire de Maîtrise. Limoges

### Montages de textes
- 1980 : Canto Zéro, Accompagnement musical J.L. Chalard. Château de Nieul
- 1981 : Que tout finisse, Accompagnement Daniel Amieli. Galeries 7, rue de la Courtine et Res Rei, Limoges.
- 1983 : Ondées dans l'échancrure, Accompagnement Francis Rouffanche. Galerie 7, rue de la Courtine, Limoges
- 1983 : Le paradis commence maintenant', Accompagnement J.L. Marlaud. Galerie L’Epatant. Solignac
- 1987 : De plus loin venus, quelles images... , École d’art de Douai
- 1991 : Le monde sont drôlesProduction de l’Association ALCOL à la DRAC du Limousin.
- 1995 : Le désordre du jour, Galerie Res Rei. Limoges
- 1997 : A Saint Jean de la Croix, Improvisation croisée avec Alain Labarsouque et Xavier Le Masne. Festival Artooz. Galerie Res Rei. Limoges

### Poèmes musicaux
- 1992 : Désamour, des amours, Composition Alain Labarsouque. Réalisation par l’ensemble vocal de Guéret, Michel Deneuve et la formation HOPE. Trois représentations en Limousin.
- 1989 : Echophanies, Compositeur : Xavier Le Masne. Réalisation à Cergy Pontoise, puis à La Celle Saint-Cloud. Réalisation avec les participations successives de « 1000 choristes pour les Droits de l’Homme » et Les Percussions de Strasbourg, puis avec l’ensemble Ars Nova et des chorales d’enfants et d’adultes.
- 1992 : A la vitesse de la lenteur, Compositeur : Xavier Le Masne. Ouvrage pour bande synthétique et plusieurs chœurs d’adolescents. Opéra-Théâtre de Montpellier.
- 1993 : Étonnés étrangement, Compositeur : Xavier Le Masne. Interprété par Territoires Vocaux, Théâtre de Cergy Pontoise.

### Textes scéniques
- 1986 : Romans courts, Mise en Scène Andrée Eyrolle, avec la participation du groupe Quartier Louche. Théâtre Expression 7. Limoges.
- 1987 : Les passagers de la Marie Sulphur, Interprétées par Isabelle Le Morvan et Martine Bachelet, dans le cadre du colloque « L’artiste et la terre », de l’ENAD de Limoges. Galerie Res Rei, Limoges.

## Principales références critiques
- SERGE BRINDEAU : La poésie contemporaine de Langue Française depuis 1945, Diffusion Bordas.
- ROBERT SABATIER : La poésie du XXe siècle, Métamorphoses et Modernité, Ed. Albin Michel.
- P. N. : "La plus petite galerie du monde à Solignac - Jean Mazeaufroid", in Artension n° 5/6, 1982.
- PATRICK MIALON : "Jean Mazeaufroid ou la tentation de la catastrophe", in Artension n° 10, 1983.
- PATRICK ROUSSEAU et CECILE SENAMAUD : Jean Mazeaufroid, Monographie éditée par l’Agence Technique du Limousin, 1994.
- JOSEPH ROUFFANCHE : 12 poètes, 12 voix(es), Ed. Cahiers de Poésie Verte, 1996.
- Laurent Bourdelas : Du Pays et de l'Exil - Un abécédaire de la littérature du Limousin, Les Ardents Éditeurs, Limoges, 2008.
- PIERRE COURTAUD : Hommage à Jean Mazeaufroid, La main courante, Le sous-bois & Les bretelles toxiques associées, 2014.